# Al-Adid

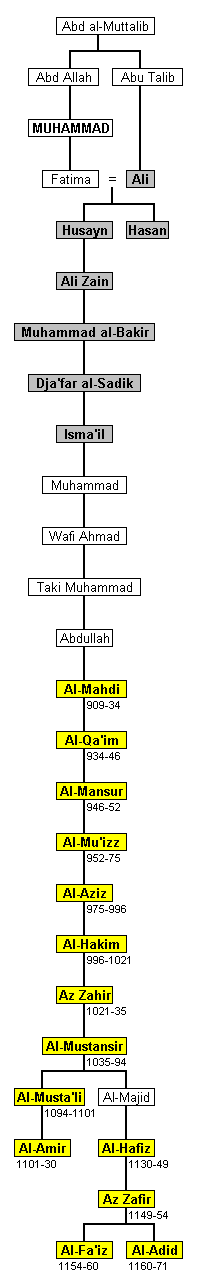
Stamboom van de Fatimiden

al-ʿĀḍid li-Dīn Allāh (Arabisch: العاضد لدين الله, "Ondersteuner van Gods geloof"), zijn echte naam was Abū Muḥammad ʿAbd Allāh ibn Yūsuf ibn al-Ḥāfiẓ (1151–1171), was de laatste kalief van het kalifaat van de Fatimiden, een ismaïlitische stroming binnen de sjiitische islam, hij was dus ook imam.

## Levensloop
Hij was de kleinzoon van kalief al-Hafiz, de laatste sterke leider, na zijn dood in 1149 kwam het kalifaat in handen van de vizier. Na de dood van zijn neef Al-Fa'iz bi-Nasr Allah in 1160 werd de tienjarige Al-Adid aangesteld door vizier Tala'i ibn Ruzzik als zijn opvolger. Om zijn positie te versterken dwong ibn Ruzzik, Al-Adid te trouwen met zijn dochter. Dit was een stap te ver voor het hof en ibn Ruzzik werd uitgeschakeld (1161). ibn Ruzzik werd opgevolgd door zijn zoon, die op zijn beurt twee jaar later werd vermoord.
Intussen was het kalifaat gereduceerd tot Egypte. Een gouverneur van Egypte, Shawar probeerde nu zich op te werpen tot nieuwe vizier, daarvoor ging hij hulp halen bij twee rivaliserende partijen, Nur ad-Din, atabeg van Syrië en koning Amalrik I van Jeruzalem. Het resultaat was de Kruisvaardersinvasie van Egypte. Nur ad-Din stuurde zijn bekwame generaal Shirkuh, die Egypte veroverde in 1169 en Shawar uit de weg ruimde. Kort na zijn overwinning stierf Shirkuh en hij werd opgevolgd door zijn neef Saladin.
Vizier Saladin isoleerde Al-Adid in zijn paleis en hervormde het land beetje per beetje van sjiisme, naar soennisme. In 1171 op twintigjarige leeftijd stierf Al-Adid aan hoge koorts, dit was het begin van de overheersing door de Ajjoebiden over Egypte.

## Galerij

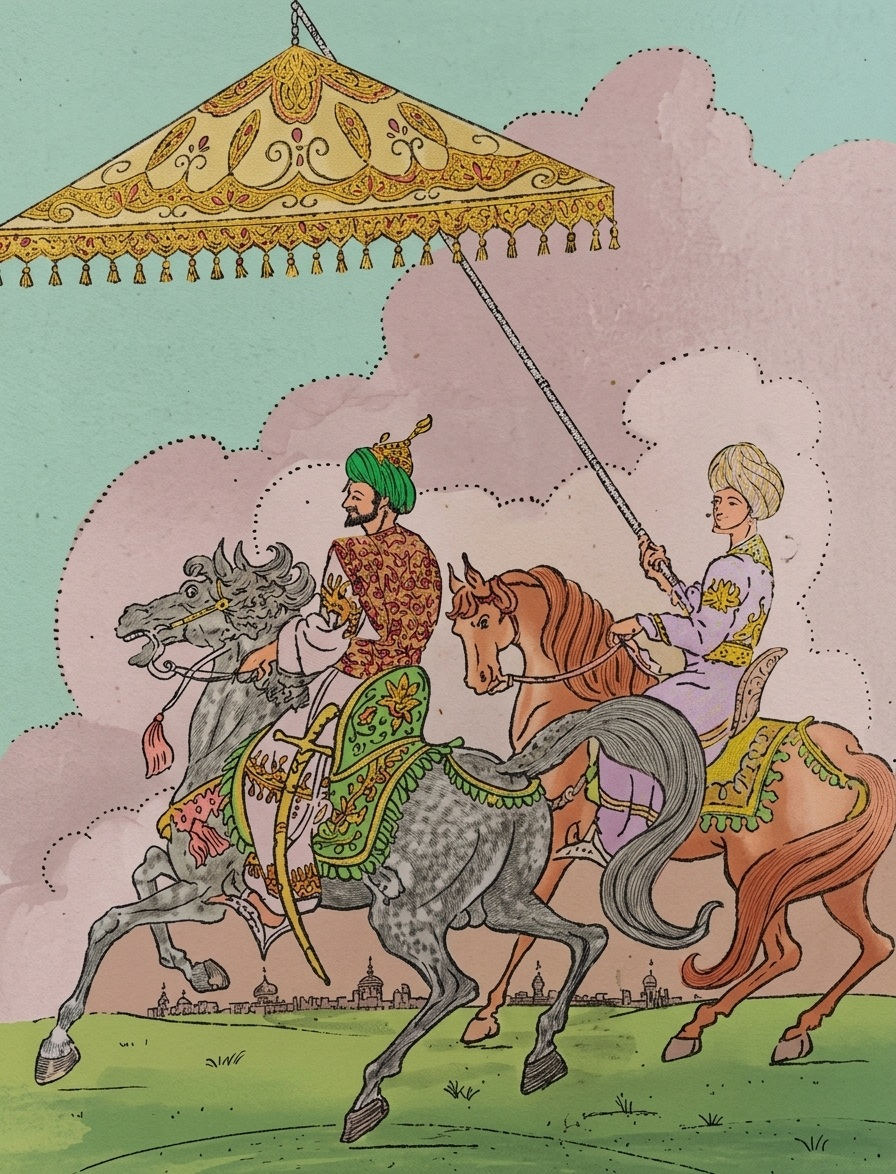
Kalief Al-Adid te paard
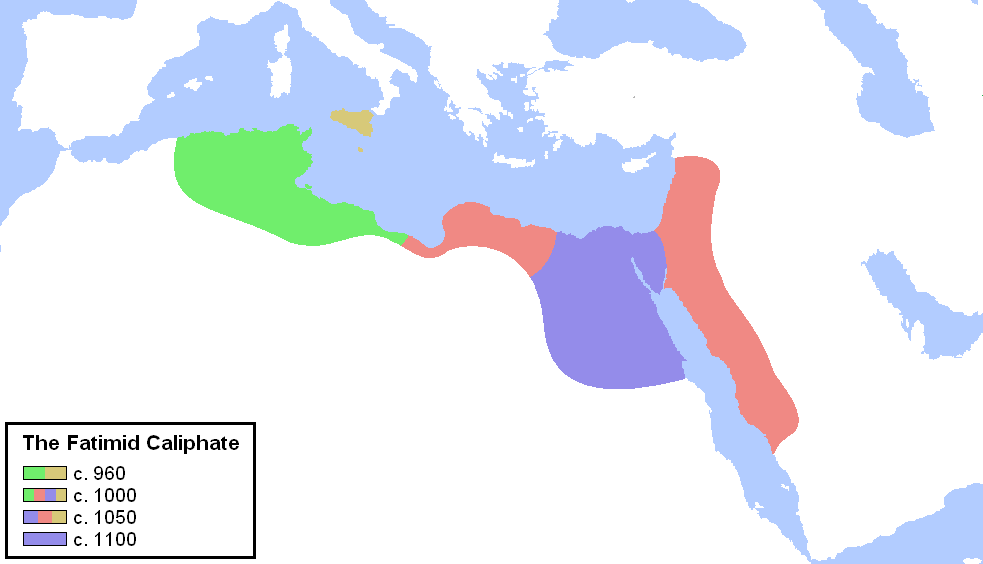
Aftakeling van het kalifaat van de Fatimiden